# Koniczyna krwistoczerwona
Koniczyna krwistoczerwona, koniczyna inkarnatka, koniczyna szkarłatna (Trifolium incarnatum L.) – gatunek rośliny z rodziny bobowatych. Rdzenny obszar jej występowania to: Turcja, południowa i południowo-wschodnia Europa, Wielka Brytania, Madera, rozprzestrzeniła się także na Azorach. Jest uprawiana w wielu rejonach świata. W Polsce jest to roślina uprawna i dziczejąca (efemerofit).

## Morfologia

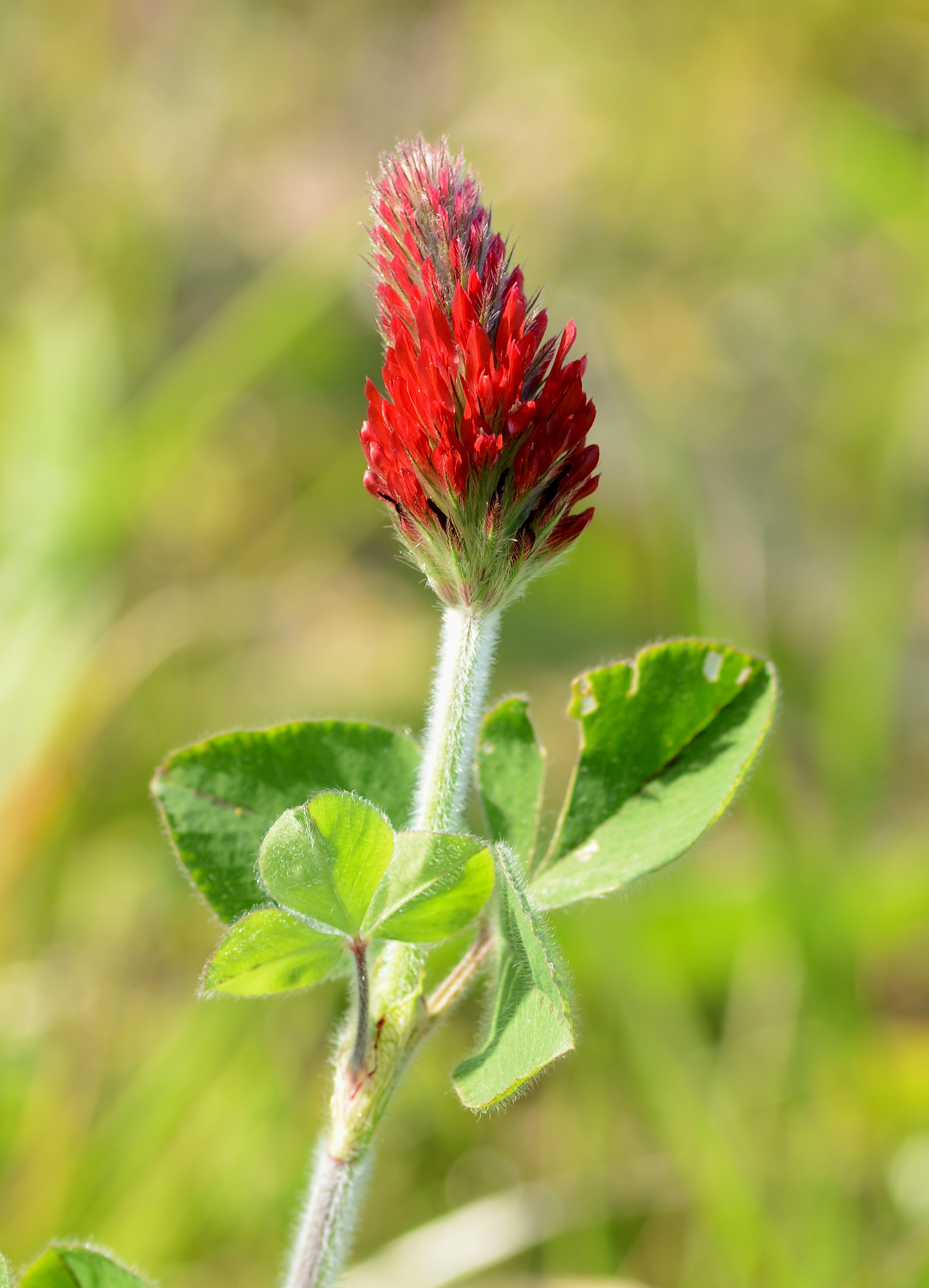
Kwiatostan

ŁodygaWzniesiona lub podnosząca się, o wysokości 20-40 (wyjątkowo do 60) cm, rozgałęziona. Jest kosmato owłosiona.
LiścieSkładające się z 3 listków. Górne listki są odwrotnie klinowate, jajowate Przylistki są niewyraźnie ząbkowane, błonkowate. Wszystkie liście kosmato owłosione.
KwiatyZebrane w pojedyncze główki na długich szypułkach. Podczas dojrzewania główki zmieniają kształt na podługowato-walcowaty. Kwiaty motylkowe z zaostrzonym żagielkiem, korona krwistoczerwona. Kielich 10-nerwowy i gęsto owłosiony.

## Biologia i ekologia
Roślina jednoroczna lub dwuletnia, hemikryptofit. Kwitnie od lipca do sierpnia.

## Zastosowanie

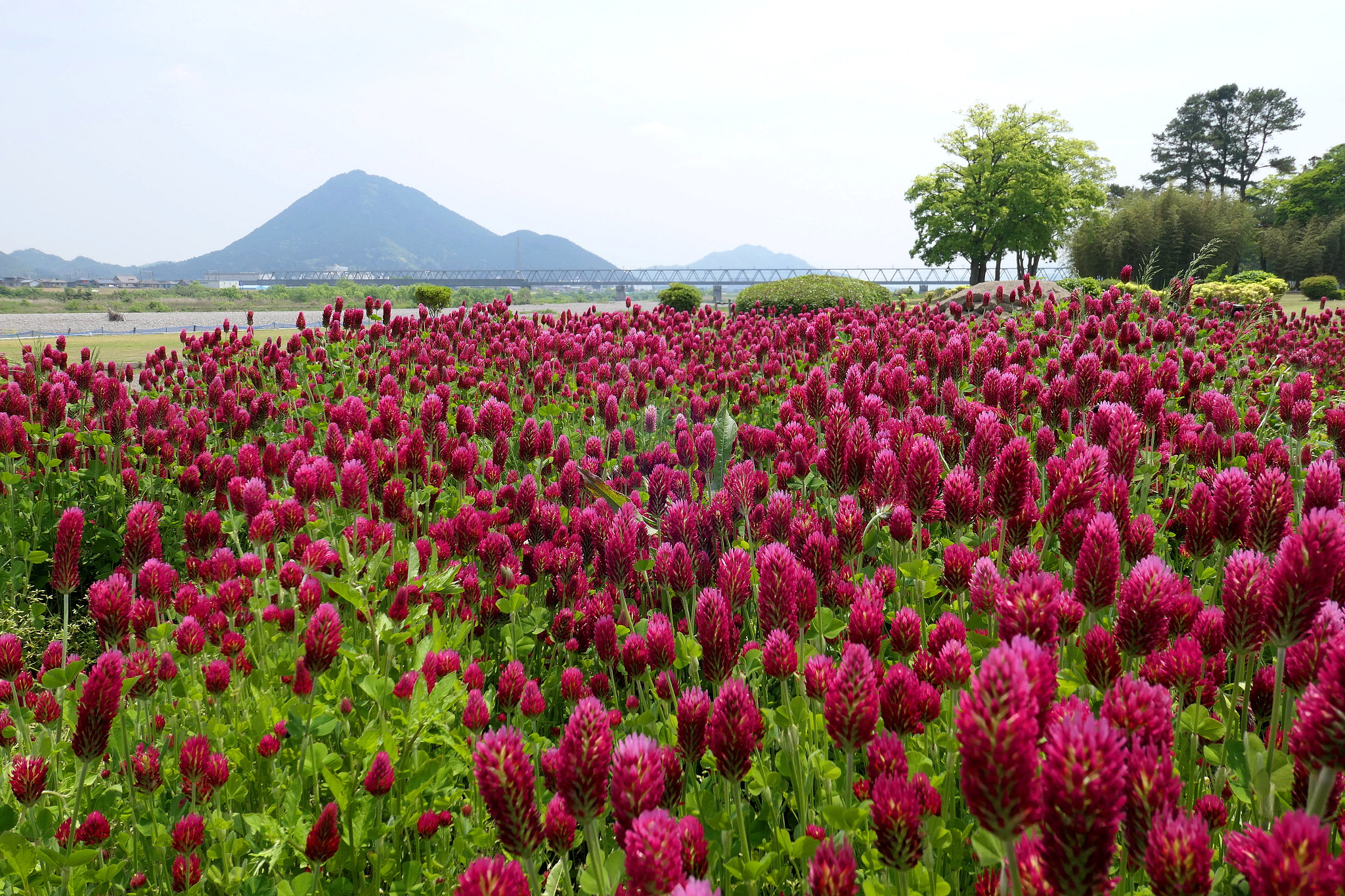
Koniczyna krwistoczerwona w uprawie polowej

Jest to roślina pastewna (uprawia się odmianę sativum), należąca do roślin motylkowych drobnonasiennych. Służy jako pasza oraz stosowana na poplon ozimy. Znajduje się w rejestrze roślin uprawnych Unii Europejskiej.
- Siew: 2-3/VIII lub 3/III-1/IV
- Liczba pokosów: 1
- Kompleksy glebowe: 4, 5
- Średni plon: 20-25 t/ha